# حمام خان (یزد)

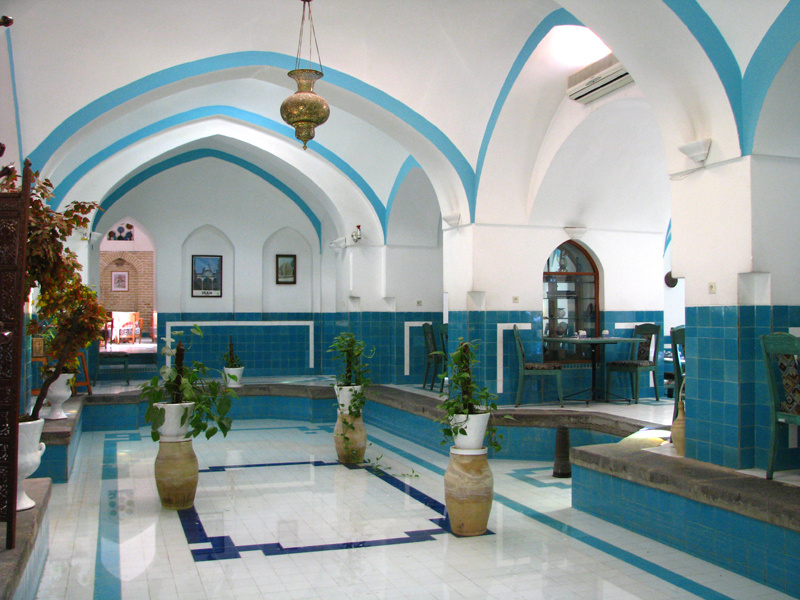
حمام خان یزد

حمام خان معروف به گرمخانه نور حمامی است بنا شده توسط محمد تقی خان بافقی حاکم یزد به سال ۱۲۱۲(ه. ق) درمیدان خان و در کنار مجموعه خان یزد واقع می‌باشد.
این حمام در زمینی به مساحت ۱۱۷۰ متر مربع و با زیر بنای ۹۰۰ متر مریع بنا گردیده که شامل بخشهای مختلفی از جمله گاوروتون، شاه نشین، خزینه می‌باشد.
امروزه از این بنا به عنوان چایخانه و رستوران سنتی استفاده می‌گردد.

## تاریخچه حمام خان یزد
سال ۱۲۱۲ ه.ق، در بازار یزد، کنار بازارهای کاشی گری و تبریزیان، حمامی بنا شد که آن را “گرمخانه نور” می نامیدند. اکنون هم با نام “حمام خان” در بین مردم شهرت دارد. این حمام که در ضلع جنوب غربی “میدان خان” قرار دارد. سال ۱۲۲۴ ه.ق، این بنای زیبا که هنوز پابرجا و سالم بود را مرمت کردند که در این اقدام، در فضای شاه نشینش، نقاشی هایی نیز ترسیم شد.

## گالری تصاویر

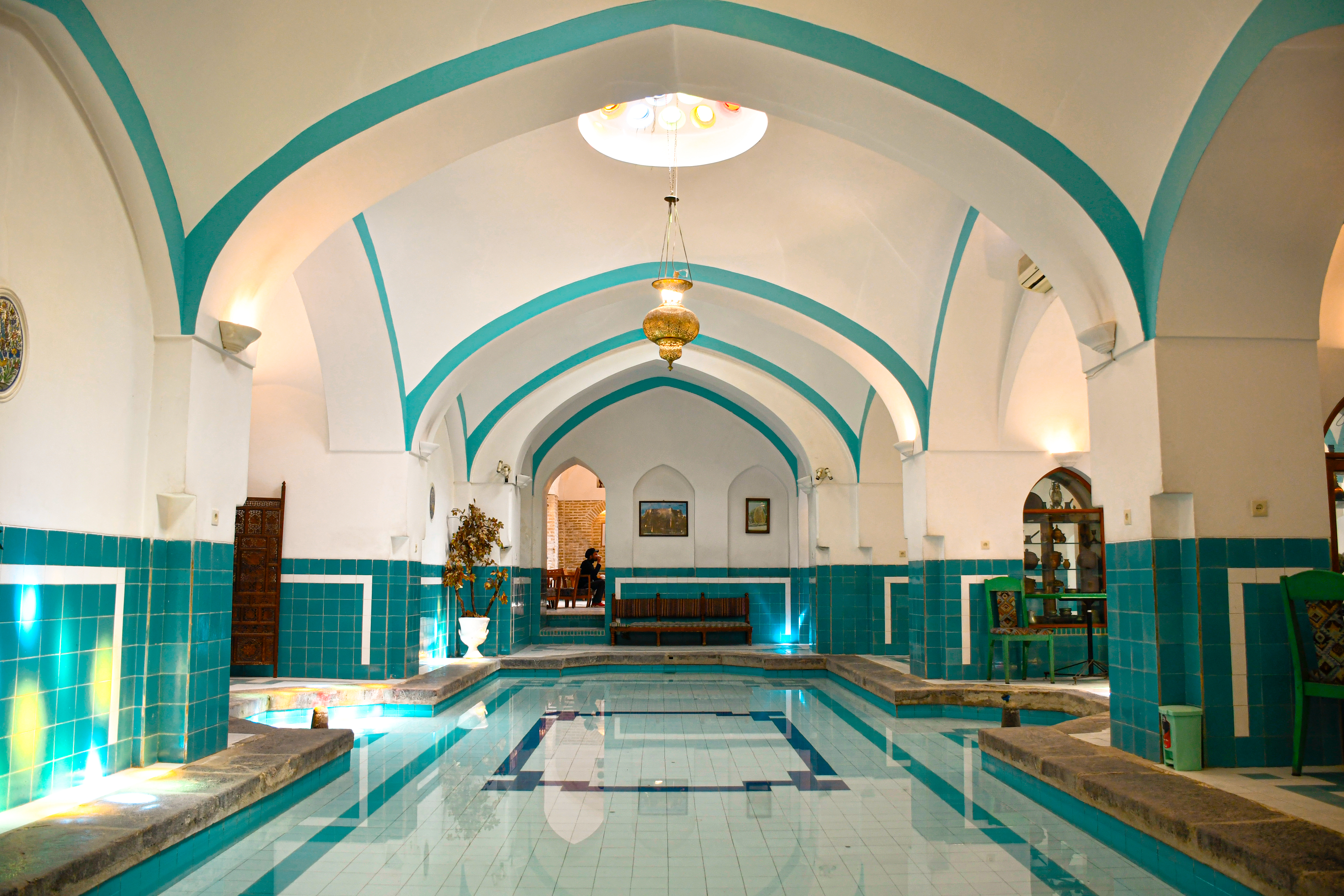
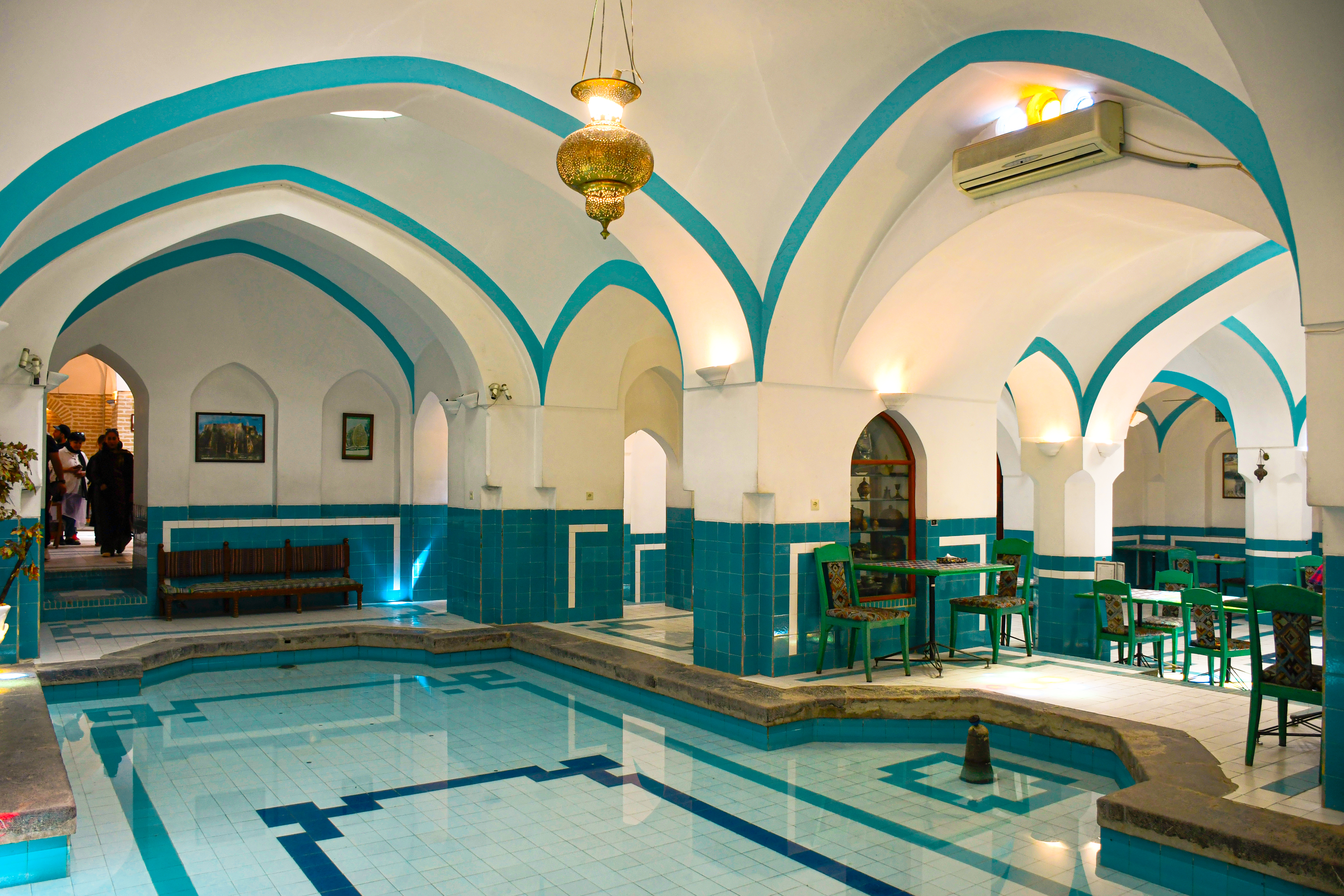
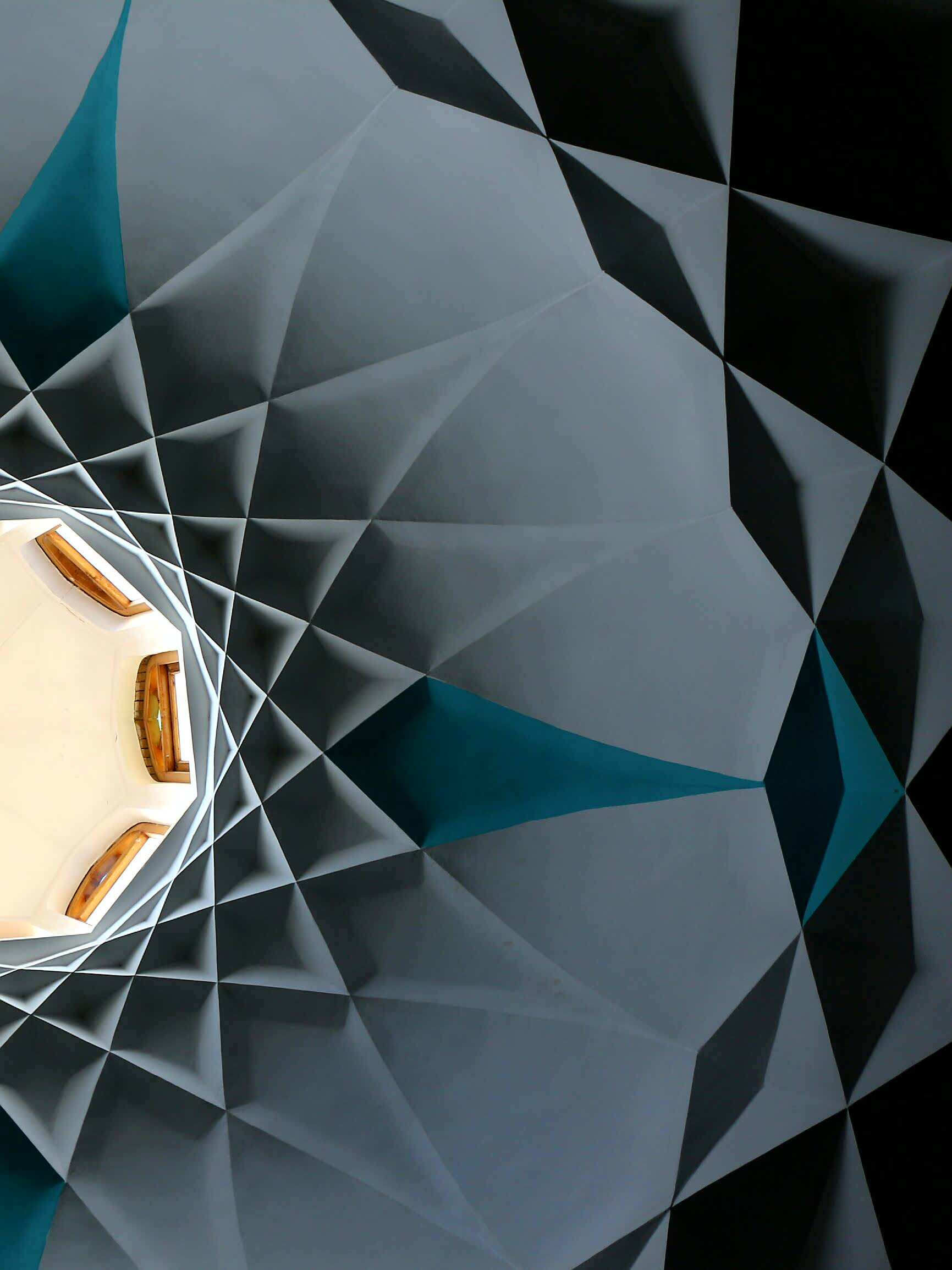
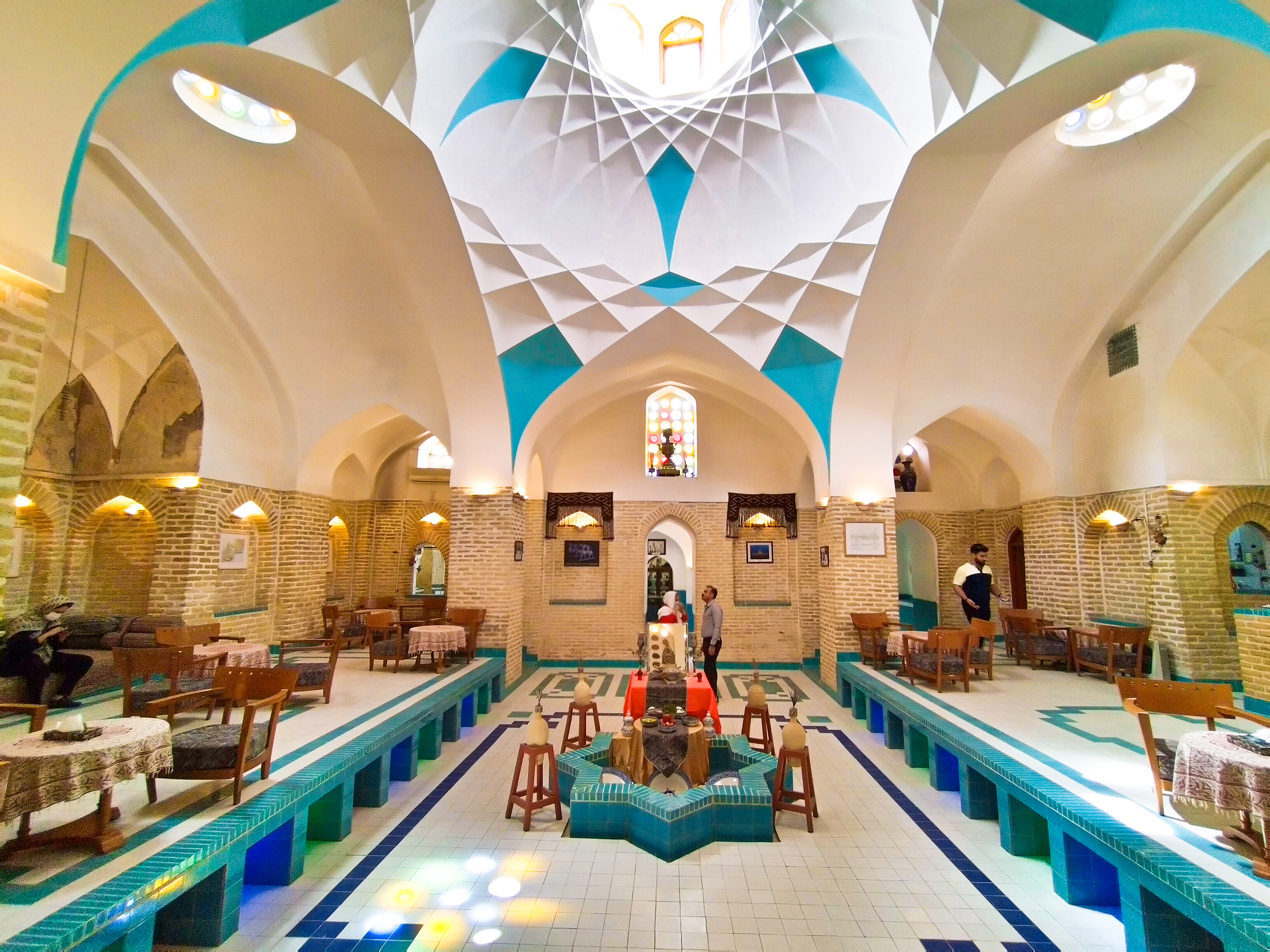

## طراحی حمام خان یزد
در ساخت حمام های سنتی معمولا از الگوهایی یکسان استفاده شده است. در ساخت حمام خان هم مانند سایر حمام ها به دلیل کارکردشان و میزان رطوبت موجود در آن ها، از مصالح مرغوب استفاده شده است. در طراحی تمام سقف های بنای حمام خان، از طاقِ تویزه ای (طاق نوعی سقف قوسی شکل است و به دندانه های قوسی شکل داخل طاق که سنگینی سقف را به دیوار منتقل می کند تويزه گفته می شود) استفاده شده است که نمونه آن، در قسمت سربینه حمام (با چهار ستون و یک سقف) مشاهده می شود. همچنین قرارگیری بنا در عمق زمین، هم باعث کاهش تبادل حرارتی بین فضای داخلی و بیرون می شد و هم با تقویت دیوارهای جانبی، ساختمان را در برابر زلزله و رانش ایمن می کرد.

## تغییر کاربری حمام خان یزد به رستوران و چایخانه
“حمام خان” که با شماره ثبت ۲۴۰۶ در فهرست آثار ملی ایران قرار گرفته است، در سال ۱۳۷۳ ه.ش به رستوران و چایخانه تغیر کاربری داد.